# Alain Van Baekel
Alain Van Baekel (20 juni 1961) is een oud-voetballer uit België.

## Biografie
Van Baekel, een linkermiddenvelder, begon op jonge leeftijd met voetballen bij SK Lierse. In 1978 debuteerde hij op zeventienjarige leeftijd in het eerste elftal van de club. Van Baekel bleef uiteindelijk vijf seizoenen bij Lierse en vertrok in 1983 naar SV Waregem. Daar speelde Van Baekel zeven seizoenen in het eerste.
In 1990, Van Baekel was toen 29 jaar, kwam de middenvelder terecht bij RSC Anderlecht. Anderlecht had de succesvolle Aad de Mos als trainer en bezat jonge spelers zoals Luc Nilis, Gert Verheyen en Pär Zetterberg, maar ook meer ervaren spelers zoals Charly Musonda en Marc Degryse. Van Baekel werd in dit sterk elftal een vaste waarde en kon in zijn eerste seizoen meteen de landstitel veroveren.
Tijdens zijn tweede seizoen bij Anderlecht zat hij vaak op de bank. Op zijn positie debuteerde de jonge Johan Walem, een echt Anderlecht-product. Maar Van Baekel besloot om niet te vertrekken bij Anderlecht en was tevreden met de weinige wedstrijden die hij tijdens een seizoen speelde. In 1993 en 1994 werd hij landkampioen met Anderlecht. In 1994 won hij ook de Beker van België.
Uiteindelijk besloot Van Baekel om toch nog maar eens van ploeg te veranderen en kwam zo terecht bij SK Lommel. Hier bleef de Belgische middenvelder maar één seizoen, want in 1995 stopte Alain Van Baekel met voetballen, hij was toen 34 jaar.